# Lotta Udnes Weng
Lotta Udnes Weng (Lørenskog, 29 settembre 1996) è una fondista norvegese.

## Biografia
Lotta Udnes Weng, sorella gemella della fondista Tiril e attiva dal dicembre del 2012, ha esordito in Coppa del Mondo l'11 marzo 2015 a Drammen (51ª) e ai Campionati mondiali a Seefeld in Tirol 2019, dove si è classificata 32ª nella sprint; ai successivi Mondiali di Oberstdorf 2021 si è piazzata 12ª nella sprint e 17ª nello skiathlon. L'anno dopo ai XXIV Giochi olimpici invernali di Pechino 2022, suo esordio olimpico, è stata 25ª nella 10 km, 13ª nella 30 km e 22ª nella sprint; il 13 marzo successivo ha conquistato nella sprint a squadre mista disputata a Falun il primo podio in Coppa del Mondo (3ª).
Il 9 dicembre 2022 ha ottenuto il primo podio individuale in Coppa del Mondo nella sprint di Beitostølen (2ª) e due giorni dopo la prima vittoria, nella staffetta mista disputata nella medesima località; ai successivi Mondiali di Planica 2023 si è classificata 18ª nella sprint e a quelli di Trondheim 2025 è stata 6ª nella sprint e 7ª nella sprint a squadre.

## Palmarès

### Mondiali juniores
- 6 medaglie:
  - 1 oro (staffetta a Almaty 2015)
  - 4 argenti (sprint a Val di Fiemme 2014; 5 km, sprint, staffetta a Râșnov 2016)
  - 1 bronzo (staffetta a Val di Fiemme 2014)

### Coppa del Mondo
- Miglior piazzamento in classifica generale: 9ª nel 2023
- 3 podi (1 individuale, 2 a squadre):
  - 1 vittoria (a squadre)
  - 1 secondo posto (individuale)
  - 1 terzo posto (a squadre)

#### Coppa del Mondo - vittorie
| Data             | Località    | Nazione  | Spec.                                                                   |
| ---------------- | ----------- | -------- | ----------------------------------------------------------------------- |
| 11 dicembre 2022 | Beitostølen | Norvegia | 4x5 km (con Mikael Gunnulfsen, Silje Theodorsen e Simen Hegstad Krüger) |

#### Coppa del Mondo - competizioni intermedie
- 2 podi di tappa:
  - 1 vittoria
  - 1 terzo posto

##### Coppa del Mondo - vittorie di tappa
| Data           | Località      | Nazione | Competizione | Specialità |
| -------------- | ------------- | ------- | ------------ | ---------- |
| 6 gennaio 2023 | Val di Fiemme | Italia  | Tour de Ski  | SP TC      |

Legenda:

TC = tecnica classica

SP = sprint